# Мбала (Чад)
Мбала (фр. Mbala) — деревня и супрефектура в Чаде, расположенная на территории региона Западный Логон. Входит в состав департамента Лак-Вей.

## Географическое положение
Деревня находится в юго-западной части Чада, к северу от реки Западный Логон, на высоте 508 метров над уровнем моря.
Населённый пункт расположен на расстоянии приблизительно 384 километров к юго-юго-востоку (SSE) от столицы страны Нджамены.

## Население
По данным официальной переписи 2009 года численность населения Мбалы составляла 58 320 человек (28 378 мужчин и 29 942 женщины). Население супрефектуры по возрастному диапазону распределилось следующим образом: 52,5 % — жители младше 15 лет, 44,7 % — между 15 и 59 годами и 2,8 % — в возрасте 60 лет и старше.

## Транспорт
Ближайший аэропорт расположен в городе Мунду.